# Слудка (Псковская область)
Слудка — деревня в Гдовском районе Псковской области России. Входит в состав Чернёвской волости.
Расположена у реки Черма, в 12 км к северо-западу от волостного центра Чернёво и в 18 км к востоку от Гдова.

## Население
Численность населения деревни на 2000 год составляла 10 человек